# 瓦西列夫灣
62°33′00″S 60°19′40″W / 62.55000°S 60.32778°W

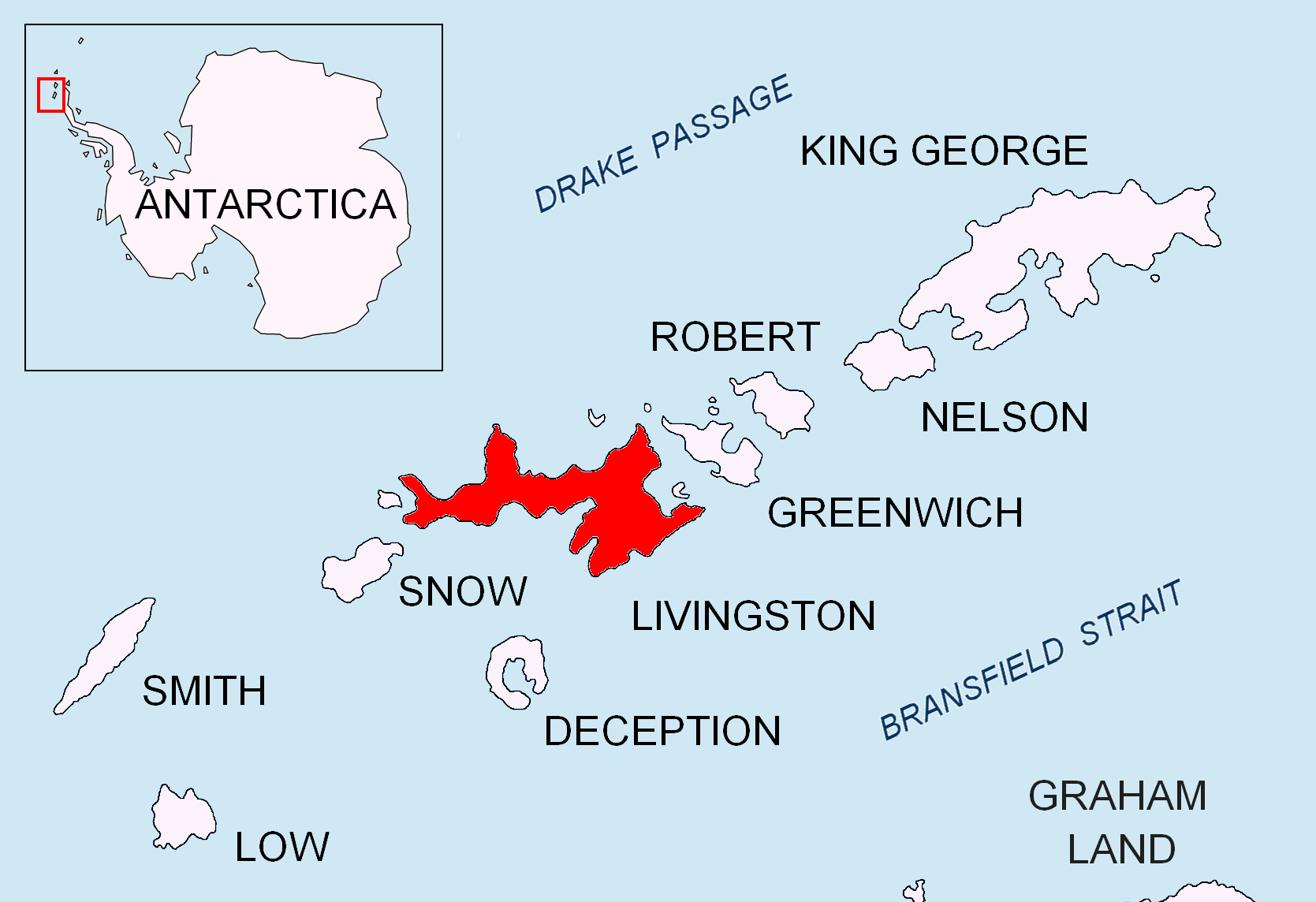

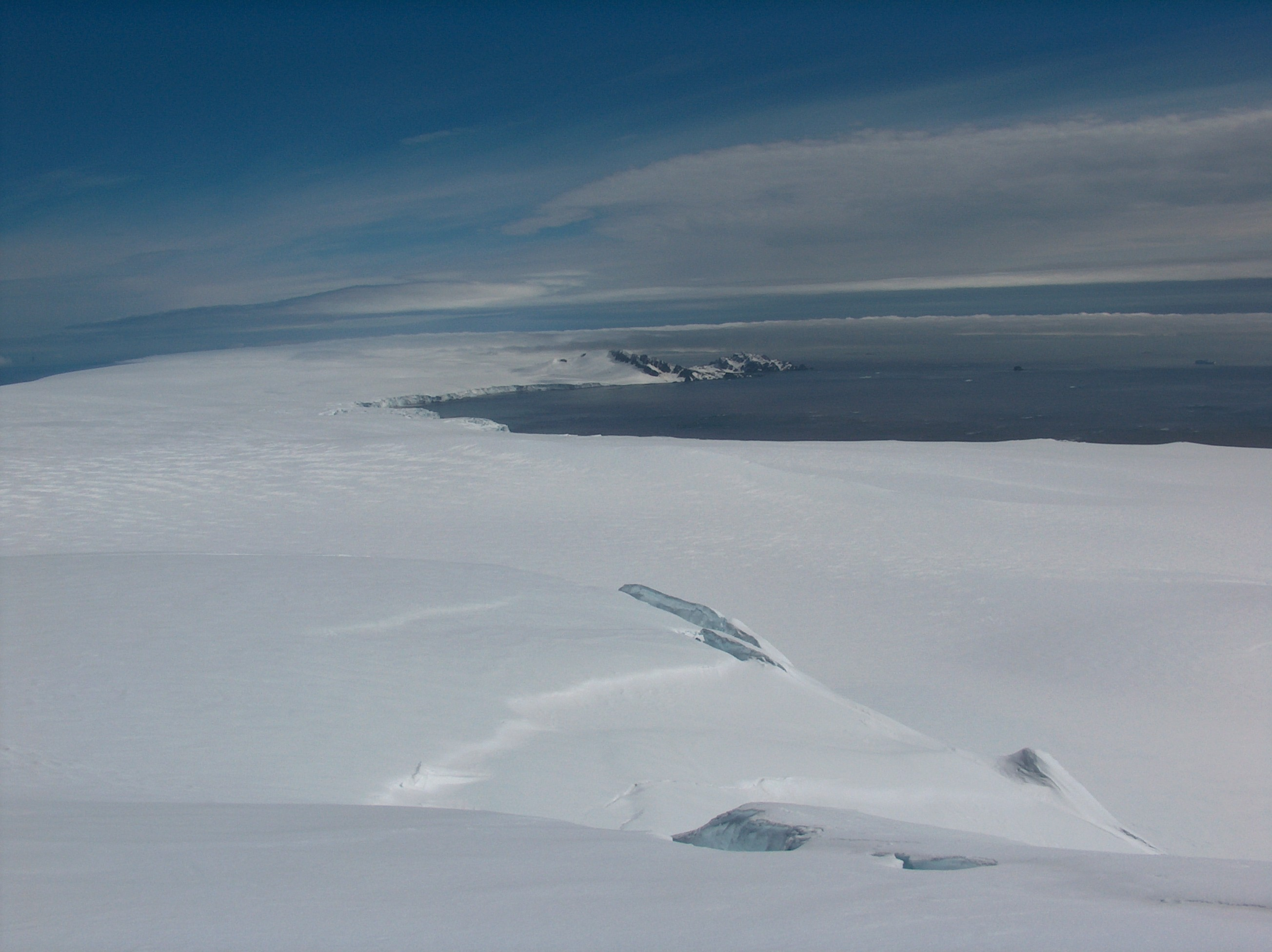

瓦西列夫灣是南極洲的海灣，位於南設得蘭群島的利文斯頓島北岸，屬於英雄灣的一部分，長3.8公里、寬9.6公里，現時由南極條約體系管理。

## 外部連結
- SCAR Composite Antarctic Gazetteer（页面存档备份，存于）.